# True (L'Arc-en-Ciel)
True è il quarto album del gruppo giapponese dei L'Arc~en~Ciel. È stato pubblicato il 12 dicembre 1996 dalla Ki/oon Records, ed ha raggiunto la prima posizione della classifica Oricon, rimanendo in classifica per centodieci settimane e vendendo 1 428 300 copie.

## Tracce
1. Fare Well - 4:57
2. Caress of Venus - 4:25
3. Round and Round - 3:25
4. Flower - 4:58
5. "Good-Morning Hide" - 5:02
6. The Fourth Avenue Cafe - 5:03
7. Lies and Truth ("True" Mix) - 5:52
8. Kaze ni Kienaide ("True" Mix)" (風にきえないで) - 4:37
9. I Wish - 4:35
10. Dearest Love - 6:47